# Kamasan

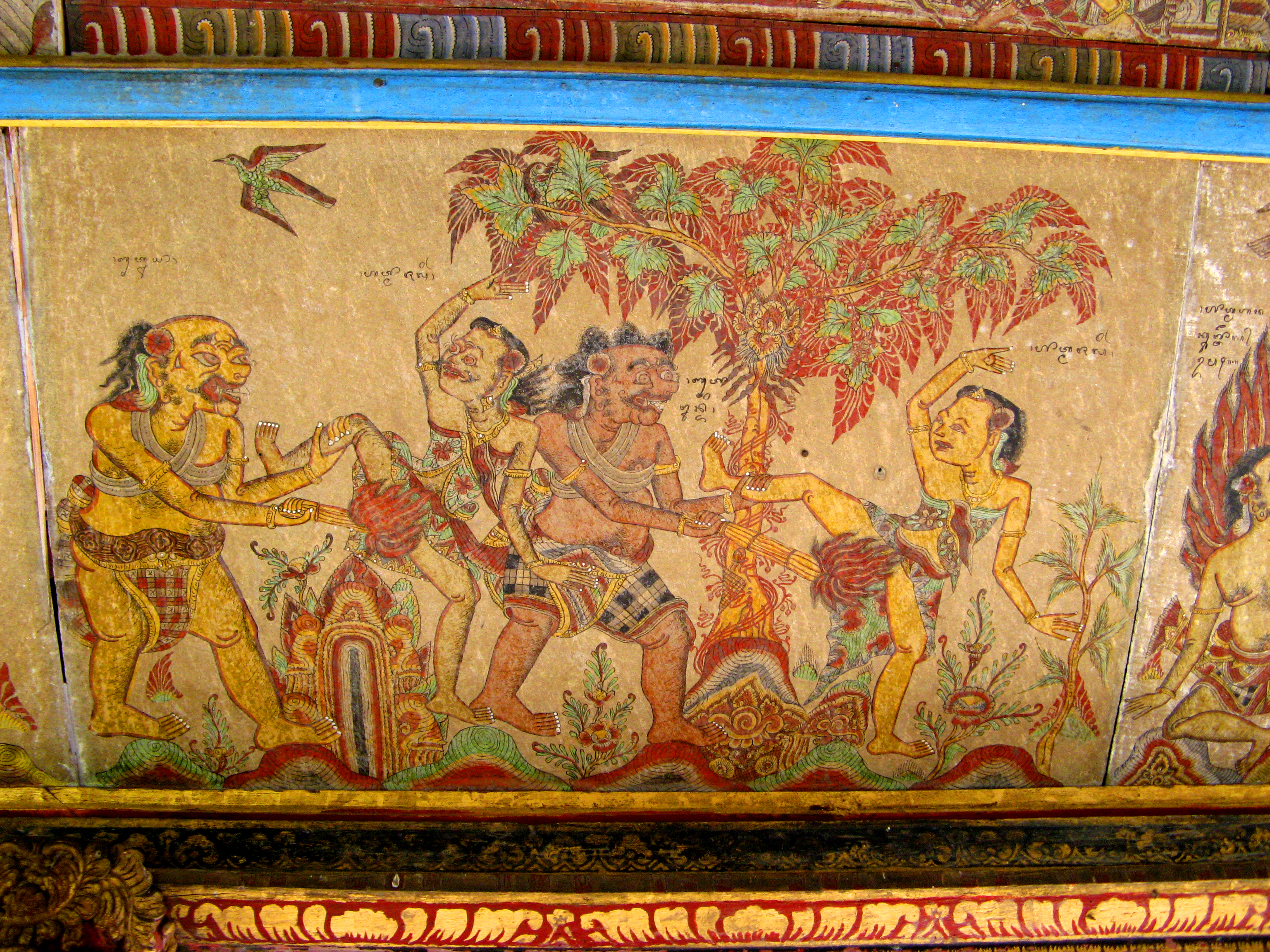
Pintura de escena del infierno reflejando el castigo de la prostitución. Ejemplo del estilo clásico kamasan en el pabellón Kerta Gosa.

Kamasan es un pueblo (desa) en el kecamatan de Klungkung, kabupaten de Klungkung, Bali, Indonesia.
Está situado justo al norte de Gelgel, al sureste de Semarapura y a 42 kilómetros al este de la ciudad de Denpasar. La primera mención del nombre fue en una inscripción de 1072. En balinés, Kamasan significa 'buena semilla'.
Kamasan tiene una importancia cultural a nivel de todo Bali. La localidad es muy conocida en el mundo de la pintura tradicional balinesa, porque están inspiradas en el estilo kamasan, que a su vez toma patrones, en sus inicios, de la antigua cultura javanesa, en los juegos de sombras wayang kulit, usando figuras bidimensionales para representar episodios de las mismas épicas religiosas e históricas que se representaban en los escenarios.
Hasta el siglo XVIII, varios reyes balineses utilizaron la destreza de los artistas de Kamasan. Fueron utilizados principalmente para decorar los tribunales y palacios de los rajá que existieron en Bali hasta principios del siglo XX. En la década de 1920, el colonialismo holandés comisionó a los artistas kamasan restaurar las partes dañadas del palacio de Klungkung, concretamente en los pabellones Kerta Gosa y Bale Kambung.
Además de la pintura, con numerosos talleres también hoy día, otras artes que se desarrollan en Kamasan son la danza, la música, los títeres, la artesanía en oro y plata. Los pintores tienen un barrio particular en Kamasan, el Banjar Sangging. Los orfebres están ubicados en otro barrio, el Banjar Pande Mas.

## Demografía
La población de Kamasan en 2015 era de 4364 personas, 1644 hombres y 2720 mujeres con una proporción de sexos de 31%-69%.